# Bishunpurwa
Bishunpurwa (nep. विष्णुपुर्वा) – gaun wikas samiti w środkowej części Nepalu w strefie Narajani w dystrykcie Bara. Według nepalskiego spisu powszechnego z 2001 roku liczył on 729 gospodarstw domowych i 4397 mieszkańców (2176 kobiet i 2221 mężczyzn).